# Frisco Bridge
Die Frisco Bridge, früher auch Memphis Bridge genannt, ist eine Eisenbahnbrücke über den Mississippi River zwischen Memphis (Tennessee) und West Memphis (Arkansas), die von der BNSF Railway betrieben wird, einer der sieben nordamerikanischen Class 1 Eisenbahngesellschaften.

## Lage
Die 1892 fertiggestellte eingleisige Frisco Bridge wird flussabwärts von der Memphis & Arkansas Bridge, einer 1949 eröffneten vierspurigen Autobahnbrücke, und flussaufwärts von der 1916 in Betrieb genommenen zweigleisigen Harahan Bridge eingerahmt. Die gelegentlich ebenfalls genannte Hernando de Soto Bridge (1973) ist eine sechsspurige Autobahnbrücke mit zwei markanten Bögen etwa drei Kilometer flussaufwärts.

## Name
Die Brücke gehörte zur St. Louis – San Francisco Railway (kurz: Frisco), einer Vorgängerin der BNSF Railway. Sie hieß damals offiziell The Great Bridge at Memphis oder einfacher Memphis Bridge, manchmal auch The Kansas City and Memphis Railway Bridge. Als neben ihr die Harahan Bridge für die Chicago, Rock Island and Pacific Railroad (heute Union Pacific Railroad) eröffnet wurde, wurde sie zur einfachen Unterscheidung nach ihrer Eigentümerin nun Frisco Bridge genannt.

## Beschreibung
Die Memphis Bridge war der erste und lange Zeit einzige feste Übergang über den Mississippi unterhalb von St. Louis. Mitte der 1880er Jahre endeten zehn Eisenbahnlinien in Memphis, deren Passagiere und Güter mühsam mit einem Dampfschiff ans andere Ufer gebracht wurden.
Die Brücke wurde zwischen 1888 und 1892 von der Kansas City and Memphis Railway and Bridge Company für die Strecke Kansas City – Memphis – Birmingham der Kansas City, Fort Scott and Memphis Railroad (später St. Louis – San Francisco Railway) gebaut.
Sie wurde von George S. Morison geplant und gilt als die letzte und gleichzeitig größte seiner zahlreichen Fachwerkbrücken. Neben anderen Fachleuten war auch Ralph Modjeski am Entwurf sowie Alfred Noble und Walter E. Angier an der Errichtung beteiligt.
Die Memphis Bridge hatte wegen der behördlichen Forderungen nach einer 235 m (770 ft) weiten Durchfahrt damals mit 241 m die längste Spannweite in Nordamerika (ohne Hängebrücken) und wurde weltweit nur von der kurz zuvor eröffneten Forth Bridge in Schottland und der Lansdowne Bridge im damaligen Britisch-Indien bzw. im heutigen Pakistan übertroffen. Auch ihre lichte Höhe von 22,86 m (75 ft) über Hochwasser geht auf eine Forderung der Behörden zurück. Sie war außerdem weltweit eine der ersten Brücken, deren Überbau vollständig aus Siemens-Martin-Stahl gefertigt wurde.
Die Brücke besteht (von Westen nach Osten) aus einer 711,4 m (2334 ft) langen Vorlandbrücke mit Vollwandträgern auf Gerüstpfeilern, einer Fachwerkträgerbrücke mit obenliegender Fahrbahn (103,25 m bzw. 338′ 9″) zum ersten, nah am Ufer stehenden Strompfeiler, der eigentlichen Gerberträgerbrücke mit Spannweiten von 189,29 m + 189,29 m + 240,92 m (über der Schifffahrtsrinne) + 68,93 m (über dem östlichen Ufer) sowie einer 25,8 m langen Balkenträgerbrücke zum Widerlager. Sie ist somit insgesamt 1528,81 m (5015,8 ft) lang. Aus konstruktiver Sicht kragt der Fachwerkträger über der mittleren Öffnung jeweils 51,63 m (169′ 4 ½″) über die beiden anderen Öffnungen hinaus. Der 137,67 m (451′ 8″) lange Einhängeträger über der westlichen Öffnung stützt sich auf den ersten Strompfeiler, der ebenso lange andere Einhängeträger über der Schifffahrtsrinne wird von dem Fachwerkträger gestützt, der vom Ufer aus ebenfalls 51,63 m über den östlichsten Strompfeiler hinweg auskragt.
Ihre vier Strompfeiler, von denen zwei fast am Ufer stehen, mussten wegen des sandigen Untergrundes mit Caissons gebaut werden, die fast so tief abgesenkt wurden wie die der Eads Bridge in St. Louis. Der damals noch nicht verstandenen Caissonkrankheit versuchte man dadurch vorzubeugen, dass die Arbeiter in dem Luftdruck von 3,5 at nur dreimal am Tag je 45 Minuten arbeiteten und war stolz, dass sich dabei nur vier Todesfälle ereigneten.
Die Brücke sollte auch Fahrzeugen und Fußgängern die Überquerung des Flusses ermöglichen. Deshalb war sie mit 9,1 m (30 ft) breiter, als für eine eingleisige Eisenbahn erforderlich. Der Raum zwischen und neben den Schienen wurde mit Holzplanken ausgelegt und konnte so als Fahrbahn benutzt werden. Bevor ein Zug ankam, mussten Personen und Fahrzeuge die Brücke verlassen, dann erhielt der Zug freie Fahrt.
Die Frisco Bridge wurde 1987 von der American Society of Civil Engineers in die Liste der Historic Civil Engineering Landmarks aufgenommen.
Im Jahr 2000 fuhren täglich etwa 30 Güterzüge über die Brücke, die pro Jahr 60 Millionen Tonnen Fracht transportierten, hauptsächlich Kohle und Weizen.